# Verlhac-Tescou
Verlhac-Tescou är en kommun i departementet Tarn-et-Garonne i regionen Occitanien i södra Frankrike. Kommunen ligger i kantonen Villebrumier som tillhör arrondissementet Montauban. År 2022 hade Verlhac-Tescou 565 invånare.

## Befolkningsutveckling
Antalet invånare i kommunen Verlhac-Tescou
| Referens: INSEE |